# Helmert (cràter)
Helmert és un cràter d'impacte de la Lluna situat a l'extrem sud de la Mare Smythii. És a prop de llimbs oriental de la Lluna, i des de la Terra es veu pràcticament de costat. La seva visibilitat està fortament afectada pel fenomen de la libració de la Lluna en la seva òrbita.

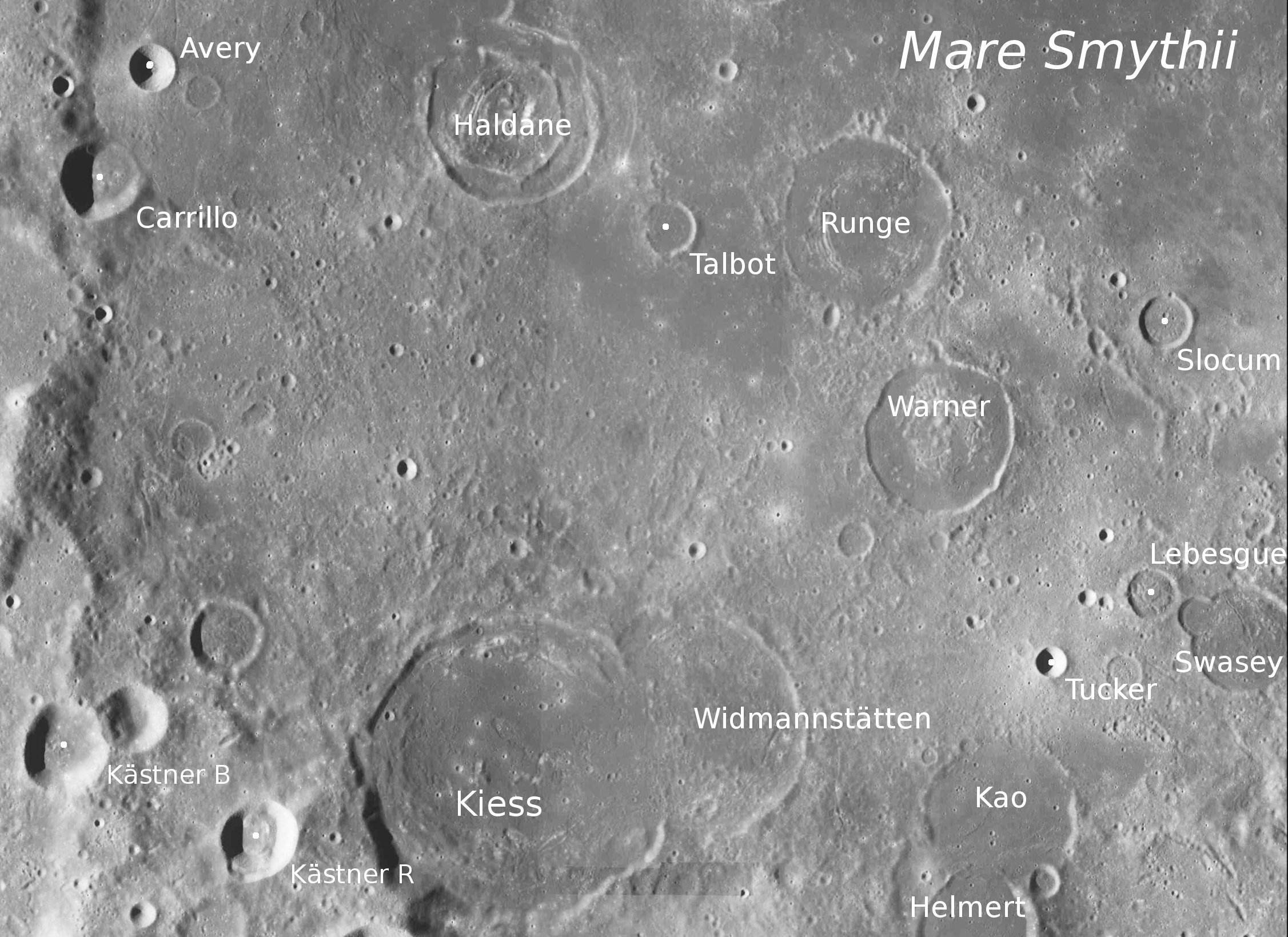
Localització de Helmert (inferior dreta de la imatge)
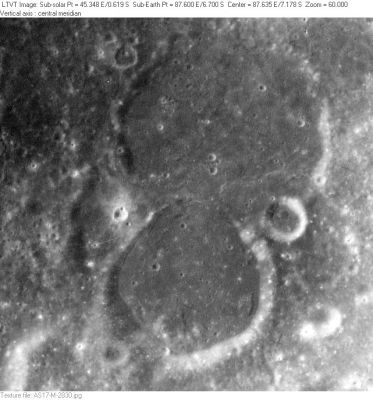
Cràters Kao (a dalt) i Helmert (a baix)

Forma part d'una parella de cràters combinats, amb el cràter de similar grandària Kao en el seu costat nord. Les dues vores presenten un buit en la seva zona d'unió, amb les plataformes interiors regenerades per fluxos de lava, deixant una superfície plana que connecta tots dos cràters. Aquest sòl no té pràcticament trets distintius, i presenta el mateix baix albedo que la mar lunar situat al nord. La vora exterior presenta un petit cràter unit a la vora oriental de la bretxa nord, tot i que no inclou cap altre impacte notable més.
El nom del cràter va ser aprovat per la UAI en 1973.